# Utricularia jaramacaru
Utricularia jaramacaru — вид рослин із родини пухирникових (Lentibulariaceae).

## Етимологія
Епітет «jaramacaru» є іменником у апозиції (тому він незмінний), що відноситься до річки Харамакару, де був відкритий новий вид. «Jaramacarú» походить від мови тупі «iamandakarú».

## Біоморфологічна характеристика
Невеликий, ймовірно, однорічний, наземний вид. Ризоїди 2–4, від основи квітконосу, до 1 см завдовжки. Столони численні, капілярні, слаборозгалужені, завдовжки до 1 см (в наявному матеріалі), у діаметрі до 0.1 мм. Листки численні, біля основи квітконіжки і на столонах, пластинка вузьколінійна, проста, основа поступово звужується в коротку ніжку, верхівка від тупої до гострої, від зеленої до червонуватої, 2–6 × 0.2–0.5 мм. Пастки численні на столонах і листках, яйцеподібні, 0.1–0.2 мм завдовжки, рот збоку з двома дорсальними і дуже короткими зубчастими простими придатками. Суцвіття поодинокі, 60–130 мм заввишки. Квітки 4–13. Частки чашечки нерівні, голі, жилки непомітні, прості, не виходять до краю; верхня частка яйцювата, з верхівкою тупа, опукла, 0.9–1.1 мм завдовжки в час цвітіння, до 1.3 мм при плодах; нижня частка зворотно-яйцювата, з верхівкою від вирізаної до округлої, опукла, завдовжки з верхню частку в час цвітіння, при плодах до 1.7 мм. Віночок завдовжки 5 мм, нижня губа біла з блідо-жовтою плямою на піднебінні, шпора блідо-жовта, верхня губа блідо-жовта з червонуватими відмітками, ≈ 1.5 мм завдовжки; верхня губа довгаста з дволопатевою верхівкою; піднебіння запушене; шпора циліндрична, верхівка закруглена, приблизна рівна нижній губі, завдовжки 0.35–0.40 мм. Коробочка куляста, ≈ 1.2 мм в діаметрі. Насіння від зворотно-яйцюватого до кутасто-еліпсоїдного, 0.20–0.25 × 0.13–0.20 мм. Utricularia jaramacaru збирали з квітами в квітні, травні та червні.

## Середовище проживання
Ендемік пн. Бразилії — Пара.
Поки що відомий лише з двох дуже близьких місць поблизу водоспаду Харамакару, у Кампус-ду-Арірамба, західна Пара, північна Бразилія. Вид зростає на білих піщаних ґрунтах з виходами пісковику, у рослинності кампінарани.